# Heisonglin Shuiku
Heisonglin Shuiku (kinesiska: 黑松林水库) är en reservoar i Kina. Den ligger i provinsen Shaanxi, i den nordvästra delen av landet, omkring 61 kilometer nordväst om provinshuvudstaden Xi'an. Heisonglin Shuiku ligger 764 meter över havet. Trakten runt Heisonglin Shuiku består till största delen av jordbruksmark.
Genomsnittlig årsnederbörd är 619 millimeter. Den regnigaste månaden är september, med i genomsnitt 142 mm nederbörd, och den torraste är december, med 1 mm nederbörd.